# Олівер (Вісконсин)
Олівер (англ. Oliver) — селище (англ. village) в США, в окрузі Дуглас штату Вісконсин. Населення — 423 особи (2020).

## Географія
Олівер розташований за координатами 46°38′57″ пн. ш. 92°11′16″ зх. д. / 46.64917° пн. ш. 92.18778° зх. д. (46.649259, -92.187647).  За даними Бюро перепису населення США в 2010 році селище мало площу 5,40 км², з яких 5,34 км² — суходіл та 0,06 км² — водойми.

## Демографія
Згідно з переписом 2010 року, у селищі мешкало 399 осіб у 159 домогосподарствах у складі 116 родин. Густота населення становила 74 особи/км².  Було 167 помешкань (31/км²).
Расовий склад населення:
| - 96,5 % — білих - 1,3 % — корінних американців - 0,5 % — азіатів |

До двох чи більше рас належало 1,8 %. Частка іспаномовних становила 0,3 % від усіх жителів.
За віковим діапазоном населення розподілялося таким чином: 25,6 % — особи молодші 18 років, 66,1 % — особи у віці 18—64 років, 8,3 % — особи у віці 65 років та старші. Медіана віку мешканця становила 41,9 року. На 100 осіб жіночої статі у селищі припадало 105,7 чоловіків;  на 100 жінок у віці від 18 років та старших — 103,4 чоловіків також старших 18 років.
Середній дохід на одне домашнє господарство  становив 57 709 доларів США (медіана — 53 333), а середній дохід на одну сім'ю — 58 969 доларів (медіана — 53 750). Медіана доходів становила 48 125 доларів для чоловіків та 39 063 долари для жінок. За межею бідності перебувало 19,8 % осіб, у тому числі 41,1 % дітей у віці до 18 років та 3,2 % осіб у віці 65 років та старших.
Цивільне працевлаштоване населення становило 174 особи. Основні галузі зайнятості: освіта, охорона здоров'я та соціальна допомога — 17,2 %, роздрібна торгівля — 16,1 %, мистецтво, розваги та відпочинок — 14,4 %, виробництво — 13,2 %.